# Alan Dorney
Alan Dorney (sinh ngày 18 tháng 5 năm 1947 ở Bermondsey, London) là một cầu thủ bóng đá người Anh có hơn 250 lần ra sân ở Football League thi đấu ở vị trí trung vệ cho Millwall.